# Jewgienij Pawłowski
Jewgienij Nikanorowicz Pawłowski, ros. Евгений Никанорович Павловский (ur. 22 lutego?/5 marca 1884 w Biriuczu, zm. 27 maja 1965 w Leningradzie) – rosyjski parazytolog i zoolog.
W 1909 roku ukończył Akademię Wojskowo-Medyczną, w 1913 roku obronił pracę doktorską. W latach 1942–1962 był dyrektorem Instytutu Zoologicznego Akademii Nauk ZSRR. Rozwinął badania ekologiczne nad pasożytami oraz ich przenosicielami. Pełnił funkcję dyrektora Instytutu Zoologii Akademii Nauk ZSRR. Był członkiem Akademii Nauk ZSRR (od 1939), akademikiem Akademii Nauk Medycznych ZSRR (od 1944) i członkiem zagranicznym Polskiej Akademii Nauk, doktorem honoris causa Uniwersytetu w Paryżu (1959) i Delhi (1947). 1 lutego 1943 otrzymał stopień generała porucznika służby medycznej. Opublikował ok. 1500 prac naukowych. W latach 1946–1958 był deputowanym do Rady Najwyższej ZSRR od 2 do 4 kadencji.

## Nagrody i odznaczenia
- Medal Sierp i Młot Bohatera Pracy Socjalistycznej (4 marca 1964)
- Order Lenina (sześciokrotnie, w tym 21 lutego 1945, 10 czerwca 1945 i 4 marca 1964)
- Order Czerwonego Sztandaru (dwukrotnie, w tym 24 czerwca 1948)
- Order Czerwonego Sztandaru Pracy (trzykrotnie, 3 stycznia 1944, 3 listopada 1944 i 23 października 1954)
- Order Czerwonej Gwiazdy (16 sierpnia 1936)
- Nagroda Leninowska (1965)
- Nagroda Stalinowska I stopnia (1941)
- Złoty Medal im. Miecznikowa (1949)
- Złoty Medal Towarzystwa Geograficznego ZSRR (1954)
- Zasłużony Działacz Nauki RFSRR (1933)